# 정성호 (1962년)
정성호(鄭成湖, 1961년 10월 19일~)은 대한민국의 변호사이자 더불어민주당 소속의 정치인이다. 제17·19·20·21·22대 그는 국회의원을 지냈다. 2025년 6월 29일, 이재명 대통령에 의해 차기 법무부 장관으로 임명되었다.

## 학력
- 1974년: 상리국민학교(졸업)
- 연천중학교(전학)
- 1977년: 단국중학교(졸업)
- 1980년: 대신고등학교(졸업)
- 1985년: 서울대학교 법과대학(법학 학사)
- 2002년: 대진대학교 법무대학원 법학석사 수료

## 경력
- 1986.  제28회 사법시험 합격(제18기 사법연수원 수료)
- 1989. 육군 3사단 법무관
- 1992.~민주사회를 위한 변호사모임 회원
- 1993. 서울지방변호사회 인권위원
- 1994. 의정부YMCA 이사장
- 1996. 경기북부 환경운동 연합 공동대표
- 1997. 대한변호사협회 윤리위원
- 1998. 경기도 연천군청 고문변호사
- 1999. 3. 새정치국민회의 입당
- 2000.~2003. 새천년민주당 경기도 지부 동두천시·양주군 지구당위원장
- 2003. 열린우리당 수도권대책특별위원회 위원장
- 2004년 4월 15일 대한민국 제17대 국회의원 선거 당선(경기 양주시·동두천시, 열린우리당, 초선)
- 2007. 열린우리당 원내부대표
- 2007.~2008. 대통합민주신당 원내부대표
- 2007.~2008. 대통합민주신당 최고위원
- 2008. 통합민주당 원내부대표
- 2008.~2011. 민주당 경기도당 양주시·동두천시 지역위원회 위원장
- 2008. 경기도 동두천시청 고문변호사
- 2009. 경기도교육청 고문변호사
- 2010. 경기도 의정부시청 고문변호사
- 2011. 경기교육장학재단 감사
- 2012년 4월 11일 대한민국 제19대 국회의원 선거(경기 양주시·동두천시, 민주통합당, 재선)
- 2012. 민주통합당 사법개혁특별위원회 위원장
- 2012. 5.~2013. 5. 민주통합당 경기도당 양주시·동두천시 지역위원회 위원장
- 2012.~2013. 민주통합당 수석대변인
- 2013. 5.~2014. 3. 민주당 경기도당 양주시·동두천시 지역위원회 위원장
- 2013. 민주당 수석대변인
- 2013.~2014. 민주당 원내수석부대표
- 2014. 새정치민주연합 원내수석부대표
- 2014. 민주정책연구원 부원장
- 2014. 3.~2015. 12. 새정치민주연합 경기도당 양주시·동두천시 지역위원회 위원장
- 2015. 12.~2016. 5. 더불어민주당 경기도당 양주시·동두천시 지역위원회 위원장
- 2015.~2016. 더불어민주당 예결위원장 직무대행
- 2016. 1.~2016. 8. 더불어민주당 비상대책위원회 위원
- 2016년 4월 13일 대한민국 제20대 국회의원 선거 당선(경기 양주시, 더불어민주당, 3선)
- 2016. 5.~2024. 5. 더불어민주당 경기도당  양주시 지역위원회 위원장
- 2018. 4.~2018. 6. 제7회 전국동시지방선거 더불어민주당 공천관리위원회 위원장
- 2020. 3.~2020. 4. 제21대 국회의원 선거 더불어민주당 경기도당 경기도 북부 선거대책위원회 위원장
- 2020년 4월 15일 대한민국 제21대 국회의원 선거 당선(경기 양주시, 더불어민주당, 4선)
- 2024년 4월 10일 대한민국 제22대 국회의원 선거 당선(경기 동두천시·양주시·연천군 갑, 더불어민주당, 5선)
- 2024. 5.~ 더불어민주당 경기도당 동두천시·양주시·연천군 갑 지역위원회 위원장
- 2024. 8.~ 더불어민주당 인재위원회 위원장
- 2025. 7.~ 제71대 법무부 장관

## 의정 활동
- 2004년 5월 30일~2008년 5월 29일: 제17대 국회의원(경기 양주시·동두천시, 열린우리당→대통합민주신당→통합민주당, 초선)
  - 2004년~2006년: 제17대 국회 전반기 법제사법위원회 위원
  - 2006년~2007년: 제17대 국회 후반기 건설교통위원회 위원
  - 2006년~2007년: 제17대 국회 독도수호 및 역사왜곡 특별위원회 위원
  - 2006년~2007년: 제17대 국회 후반기 운영위원회 위원
  - 2007년~2008년: 제17대 국회 후반기 행정자치위원회 위원
  - 2007년~2008년: 제17대 국회 정치관계특별위원회 위원
- 2012년 5월 30일~2016년 5월 29일: 제19대 국회의원(경기 양주시·동두천시, 민주통합당→민주당→새정치민주연합→더불어민주당, 재선)
  - 2012년 7월~2014년 5월: 제19대 국회 전반기 기획재정위원회 위원
  - 2013년 5월~2014년 5월: 제19대 국회 전반기 운영위원회 간사
  - 2014년 6월~2016년 5월: 제19대 국회 후반기 국토교통위원회 간사
  - 2014년 6월~2016년 5월: 제19대 국회 후반기 윤리특별위원회 위원
  - 2015년 6월~2016년 5월: 제19대 국회 후반기 예산결산특별위원회 위원
- 2016년 5월 30일~2020년 5월 29일: 제20대 국회의원(경기 양주시, 더불어민주당, 3선)
  - 2016년 6월~2018년 5월: 제20대 국회 전반기 법제사법위원회 위원
  - 2017년 5월~2017년 5월: 제20대 국회 국무총리 후보자(이낙연) 임명동의에 관한 인사청문특별위원회 위원장
  - 2017년 12월~2018년 5월: 제20대 국회 재난안전대책특별위원회 위원
  - 2017년 12월~2017년 12월: 제20대 국회 대법관 후보자(민유숙·안철상) 임명동의에 관한 인사청문특별위원회 위원
  - 2018년 1월~2018년 6월: 제20대 국회 사법개혁 특별위원회 위원장
  - 2018년 7월~2019년 7월: 제20대 국회 후반기 기획재정위원회 위원장
  - 2019년 7월~2020년 5월: 제20대 국회 후반기 법제사법위원회 위원
- 2020년 5월 30일~2024년 5월 29일: 제21대 국회의원(경기 양주시, 더불어민주당, 4선)
  - 2020년 6월~2021년 5월: 제21대 국회 전반기 예산결산특별위원회 위원장
  - 2020년 6월~2022년 5월: 제21대 국회 전반기 기획재정위원회 위원
  - 2020년 7월~2024년 5월: 국회 4차산업혁명포럼 구성의원
  - 2020년 7월~2024년 5월: 국회 포스트코로나 경제연구포럼 구성의원
  - 2022년 7월~2024년 5월: 제21대 국회 후반기 국방위원회 위원
  - 2022년 7월~2024년 5월: 제21대 국회 형사사법체계개혁 특별위원회 위원장
  - 2023년 11월~2023년 12월: 제21대 국회 대법원장(조희대) 임명동의에 관한 인사청문특별위원회 위원
- 2024년 5월 30일~: 제22대 국회의원(경기 동두천시·양주시·연천군 갑, 더불어민주당, 5선)
  - 2024년 6월~: 제22대 국회 전반기 기획재정위원회 위원

## 주요 활동

### 17대(2004. 5. 30.~2008. 5. 29.)

#### 법안
- 총 72건 법안 발의, 28건 통과
- '미군기지 공여구역 주변 지역 지원 등에 관한 법률'

-미군 공여지 주변 지역 체계적 발전 지원하는 법안
- 인권교육진흥법안, 공직선거법 및 국민투표법 개정안, 택지개발촉진법 개정안, 임용 탈락자 구제를 위한 특별법안 등이 주요 성과로 꼽힘

#### 철도
- 1호선의 소요산역 연장 및 조기개통(2006. 12. 15.)

#### 도로
- 국도 3호선 대체우회도로 부분개통(고읍IC~자금IC 구간, 2008. 12. 10.)

#### 기타
- 양주 행정타운 부지 확보
- 동두천 경찰서 신설 확정
- 양주 동두천 군사시설보호구역 해제·완화(2006. 3.)

### 19대(2012. 5. 30.~2016. 5. 29.)

#### 예산
- 구리~양주~포천 고속도로 보상비 700억 원, 국도 3호선 대체우회도로 회천~상패 구간 98억 2천만 원 등 모두 798억 2천만 원 확보

-국회 심의 과정에서 200억 추가 확보

#### 철도
- 7호선 도봉산~옥정 연장 사업 광역철도 지정(2015. 8. 29.)

-국비 지원 비율 60%에서 70%로 상향, 예비타당성 조사에도 긍정적 작용
- 경원선 전철 덕계·덕정역 2회 증회(2016. 1. 4.)

- 국도 3호선 대체 우회도로 회천~상패 구간 개통(2014. 10. 22.)
- 산복동 (구)화학대대 관통 도로 차량 통행 승인(2015. 9.)

-산북동 주민들이 이용 중인 묘원 고갯길은 곡선 구간이 많고 경사가 심해 교통사고 위험 多
-국방부: 군사목적으로 사용하여 승인 불가, 양주시가 인근 부지 매입과 기존 시설물 이전에 따른 비용 부담 주장
양주시: 예산 부족 이유로 미온적 대처
->국방부, 양주시 관계자들과 함께 화학대대 관통 도로 차량 통행 관련 해결방안 협의하여 통행 승인
- 39번 국지도 (장흥~광적) 사업 예비타당성조사 통과(2016. 3.)

#### 기타
- 동두천에 대한 범정부 차원의 대대적 지원 결정(2015. 7. 1.)

-동두천 국가산단 조성 등
- 양주 역세권 인근 그린벨트 해제

-양주역세권개발사업 발전 근거 마련

### 20대(2016. 5. 30.~2020. 5. 29.)

#### 철도
- 7호선 옥정~포천 예비타당성 조사 면제
- 1호선 양주~동두천 구간 증편(10회/2017. 12.)
- GTX-C(수원~양주) 노선 예비타당성 조사 통과(2018. 12.)
- 교외선 재개통 업무협약 체결(2019. 9.)
- 7호선 도봉산~옥정 착공(2019. 12.)

#### 도로
- 수도권 외곽순환고속도로(파주~양주~포천) 착공(2017. 3.)

#### 기타
- 양주 아트센터 건립사업 예비타당성 조사 통과(2020. 5. 23.)
- 광역버스 1100번, 1200번, 1300번 신설

### 21대(2020. 5. 30.~2024. 5. 29.)

#### 철도
- 교외선 운행재개 협약 체결(2021. 8.)
- 7호선 옥정~포천 국토부 기본계획 승인(2022. 10.)
- 7호선 옥정~덕정 연결 경기도 계획안 반영(2023. 7.)
- GTX-C 착공(2024. 1.)
- 교외선 착공(2023. 1.)

#### 도로
- 서울-양주 고속도로 사업자 선정(2024. 1.)
- 제2순환 고속도로 파주~양주 개통예정(2024. 12.)

#### 기타
- 양주테크노벨리 착공(2023. 12.)
- 은남산업단지 착공(2022)
- 광역버스 1101번, 1304번 신설
- 우이령길 예약제 폐지(2024. 3.)

## 수상 내역
- 2013년 제15회 백봉신사상
- 2013년 법률소비자연맹 대한민국 헌정대상
- 2015년 국정감사 우수의원상
- 2019년 제10회 대한민국 반부패청렴대상 정치 부문
- 2019년 대한민국 국회의원 의정대상
- 2020년 2019년도 입법 및 정책개발 우수 국회의원
- 2021년 제22회 백봉신사상 대상
- 2025년 제5회 대한민국 국회 의정대상 입법활동 부문
- 2025년 제26회 백봉신사상

## 역대 선거 결과
|  | 44.38% |

|  | 49.34% |

|  | 48.02% |

|  | 53.74% |

|  | 61.39% |

|  | 62.64% |

|  | 60.26% |

## 소속 정당
| 소속 정당 | 소속 정당      | 소속 기간 | 비고      |
| --------- | -------------- | --------- | --------- |
|           | 새정치국민회의 | 1999~2000 | 정계 입문 |
|           | 새천년민주당   | 2000~2003 | 합당      |
|           | 무소속         | 2003      | 탈당      |
|           | 열린우리당     | 2003~2007 | 창당      |
|           | 대통합민주신당 | 2007~2008 | 합당      |
|           | 통합민주당     | 2008      | 합당      |
|           | 민주당         | 2008~2011 | 당명 변경 |
|           | 민주통합당     | 2011~2013 | 합당      |
|           | 민주당         | 2013~2014 | 당명 변경 |
|           | 새정치민주연합 | 2014~2015 | 합당      |
|           | 더불어민주당   | 2015~현재 | 당명 변경 |

## 같이 보기
- 동두천시·양주시·연천군 갑
- 동두천시의 국회의원
- 양주시 (선거구)
- 양주시·동두천시
- 양주시의 국회의원
- 연천군의 국회의원
- 대한민국의 법무부 장관